# Mobay
Die Mobay Chemical Corporation war ein Gemeinschaftsunternehmen der Bayer AG und von Monsanto mit Sitz in Pittsburgh, Pennsylvania. Mobay wurde 1954 gegründet, als Monsanto Lizenzen von Bayer erwerben wollte, um Polyurethanschäume in den USA herstellen zu können. Bayer schlug dagegen ein Gemeinschaftsunternehmen vor. Nach einem Antitrust-Verfahren veräußerte Monsanto 1967 seinen Anteil an Bayer, sodass die Mobay Chemical Co. eine 100%ige Tochter von Bayer wurde. 1992 ging Mobay in Miles Laboratories, einem weiteren Tochterunternehmen von Bayer, auf.
Mobay produzierte die Insektizide Fenamiphos und Isofenphos. Mobay war auch einer der Lieferanten, die Dioxin-verseuchte 2,4,5-Trichlorphenoxyessigsäure für die Herstellung von Agent Orange, welches in Operation Ranch Hand von 1962 bis 1972 versprüht wurde, lieferten. Bayer erklärte jedoch 2016 in der „taz.die tageszeitung“: „Weder Bayer noch eines unserer Tochterunternehmen haben jemals Herbizide für Vietnam an amerikanische militärische Stellen geliefert“. „Entgegen der aktuellen Wikipedia-Darstellung waren die damalige Mobay und die heutige Bayer AG nicht in die Agent-Orange-Affäre verwickelt“. In dem US-Gerichtsprozess im Jahr 2003, bei dem unter anderem die Organisation der vietnamesischen Agent-Orange-Opfer als Kläger gegen 26 Chemie- und Pharmakonzerne auftrat, sei Bayer unter den Beschuldigten nicht genannt worden.
1973 erfand Mobay das Reaction-Injection-Moulding-Verfahren.
1990 weigerten sich Mobay und Occidental Chemical Corporation das Verteidigungsministerium der Vereinigten Staaten mit Thionylchlorid, welches zur Herstellung von Sarin genutzt werden sollte, zu beliefern.